# Bulbul verdós gorjagrís
El bulbul verdós gorjagrís (Arizelocichla tephrolaema ) és una espècie d'ocell de la família dels picnonòtids (Pycnonotidae). Es troba a Camerun, Nigèria i Guinea Equatorial. Els seus hàbitats principals són els boscos tropicals i subtropicals de frondoses humits de les terres baixes i de l'estatge montà, els matollars humits i els de muntanya tropicals i subtropicals i les àrees forestals fortament degradades. El seu estat de conservació es considera de risc mínim.